# Clossiana arctica
Clossiana arctica är en fjärilsart som beskrevs av Zetterstedt 1828. Clossiana arctica ingår i släktet Clossiana och familjen praktfjärilar. Inga underarter finns listade i Catalogue of Life.